# 아그네스 차우
아그네스 차우(영어: Agnes Chow, 1996년 12월 3일 ~ ) 또는 차우팅(중국어: 周庭, 한어 병음: Zhōu Tíng 저우팅[*], 월병: Zau1 Ting4)은 홍콩의 정치인, 사회운동가이다. 데모시스토당의 전직 상무위원이자 학민사조의 전직 대변인이다. 2018년까지 영국 국적을 보유하였다. 부모가 그녀의 어린 시절에 신청했기 때문이지만, 영국 본토에 거주한 적은 없었다. 동년 홍콩 입법회 지방 선거에 입후보하기 위해 영국 국적을 포기했다.

## 활동
2010년대부터 학생 단체 학민사조(學民思潮)의 대변인으로서 처음 이름을 알렸다. 2012년, 중국 공산당에 대한 맹목적 충성을 강요하는 국민교육을 필수 과목으로 지정하는 것에 대해 12만명이 참여한 반대 운동을 주도했다.
2014년, 홍콩의 행정장관 직선제를 요구하는 우산혁명(2014년 홍콩시위)를 주도했다. 2016년, 데모시스토 창설에 참여했다.
2020년 8월 12일 홍콩 국가보안법 위반 혐의로 구금되었다가 풀려났다. 하지만 2020년 11월 23일 불법집회 가담 혐의 등으로 조슈아 웡, 이반 램과 함께 구류처분을 받고 수감됐다.
민주화 운동의 상징적인 인물로 여겨지며, 특히 20년 8월 구금되었을 때는 트위터에서 '초우 아그네스를 석방하라'(#FreeAgnes)는 해시태그 운동도 벌어졌다고 한다.
2025년 7월, 아그네스 차우는 토론토의 온타리오 대학교 예술 디자인 대학 대학교에서 석사 학위를 취득했습니다.